# 紅辣椒娛樂
紅辣椒娛樂（英語：Red Chillies Entertainment；簡稱：RCE），是一家印度跨國際的電影娛樂製作公司，由沙·魯克·罕和葛莉·罕於2002年創辦，除了電影製作以外，紅辣椒娛樂也是一家電影發行商，擁有許多部寶萊塢的電影版權，不只在印度為市場，經常有全球發行的作品，尤其是沙·魯克·罕的幾部知名電影，都是由紅辣椒娛樂發行。

## 影視作品
知名發行作品如：
《如果·愛在寶萊塢》（2007年）、《我的名字叫可汗》（2010年）、《亂世勇者》（2023年）。

## 相關子公司
- 2006 年，Red Chillies VFX 的視覺特效公司[6][7]。
- 2008年，RCE與Mehta集團組成運動子公司聯盟，成立了自己的板球隊 Knight Riders Group[8]。
- 2015年：Red Chillies Color ；專精於電影後期調光調色的公司。
- 2018年：Red Chillies DIT；數位攝影技術公司。